# Oakwell Stadium
Das Oakwell Stadium bezeichnet eine Sportanlage in Barnsley, Vereinigtes Königreich, zu der eine Sporthalle, zwei Stadien und verschiedene Trainingsplätze gehören. Meistens wird unter Oakwell Stadium jedoch das größte, 23.287 Zuschauer fassende, auch The Barn genannte Fußballstadion, verstanden. Das kleinere Stadion hat 2.200 Plätze.
Der aktuell in der EFL League One spielende Fußballclub FC Barnsley trägt seine Heimspiele im 1887 errichteten Oakwell Stadium aus. Es gilt als das erste Stadion Englands, das eine spezielle Tribüne für behinderte Fans designierte.
Außerdem trug der Amateurfußballverein Wakefield FC ein FA-Cup-Spiel gegen Rotherham dort aus. Auch der Rugbyclub Wakefield Trinity Wildcats nutzte das Stadion für ein Heimspiel in der Rugby Super League Europe. Der Erstligist Manchester City nutzte das Stadion während der 1. Qualifikationsrunde des UEFA-Cups im Juli 2008, da der Rasen im heimischen Etihad Stadium durch diverse Veranstaltungen in Mitleidenschaft gezogen worden war.

## Zuschauerschnitt
Berücksichtigt sind nur Liga-Spiele des FC Barnsley.
Football League Division 2
- 2002/03: 9.757
- 2003/04: 9.619

Football League One
- 2004/05: 9.778
- 2005/06: 9.045

Championship
- 2006/07: 12.733
- 2007/08: 11.425
- 2008/09: 13.189
- 2009/10: 12.964
- 2010/11: 11.856
- 2011/12: 10.332
- 2012/13: 10.207
- 2013/14: 11.557

Football League One
- 2014/15: 9.768

## Tribünen
Pukka Pies East Stand
- Kapazität: 7.132
- Eröffnung: März 1993

Der East Stand ist bekannt dafür, dass sie die erste Tribüne in Yorkshire war, die Logen besaß. Dazu ist der übrige Teil der Tribüne modern und man hat eine große Beinfreiheit.
Hayselden West Stand
- Kapazität: 7.883
- Eröffnung: um 1900
- Renovierung: 1993

Die Sitze dieser Tribüne sind noch original aus dem frühen 20. Jahrhundert. Außerdem beherbergt diese Tribüne die Fernseh- und Kameraeinrichtungen. Früher waren die Umkleidekabinen ebenfalls hier heimisch.
Palmer Construction North Stand
- Kapazität: 6.238
- Kosten: 4.500.000 £

Diese Tribüne ist für die Gästefans der gegnerischen Vereine reserviert. Der North Stand beherbergt die Umkleidekabinen und mehrere Akademie-Einrichtungen.
C.K. Beckett Stand
- Kapazität: 4.497
- Eröffnung: 1995

Diese Tribüne beherbergt den Spieler-Fitnessraum, den Fanshop, die Kasse und allgemeine Verwaltungsbüros.
Brittania Drilling Limited Stand
- Kapazität: ?
- Eröffnung: 1998

Der Zuschauerrang befindet sich in der Süd-Ost-Ecke des Stadions. Er beherbergt unter anderem 70 behindertengerechte Rollstuhlplätze.

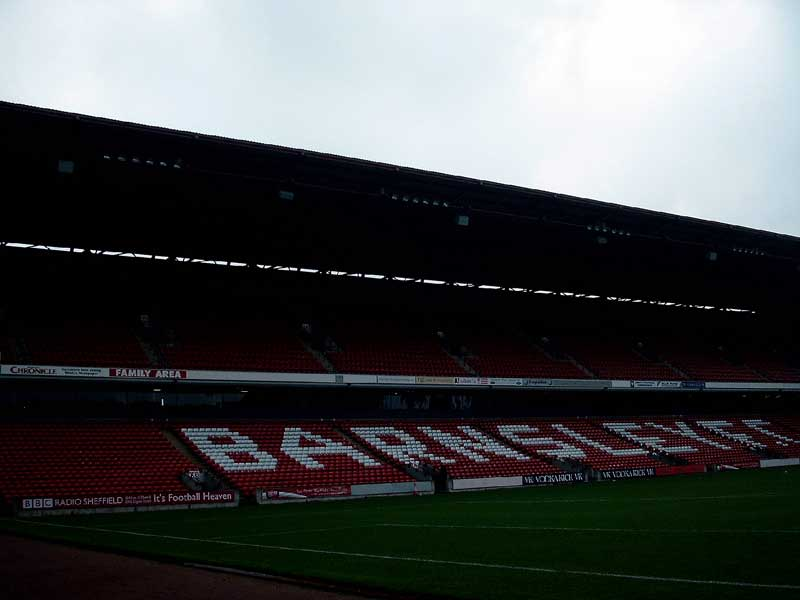
Blick auf den East Stand
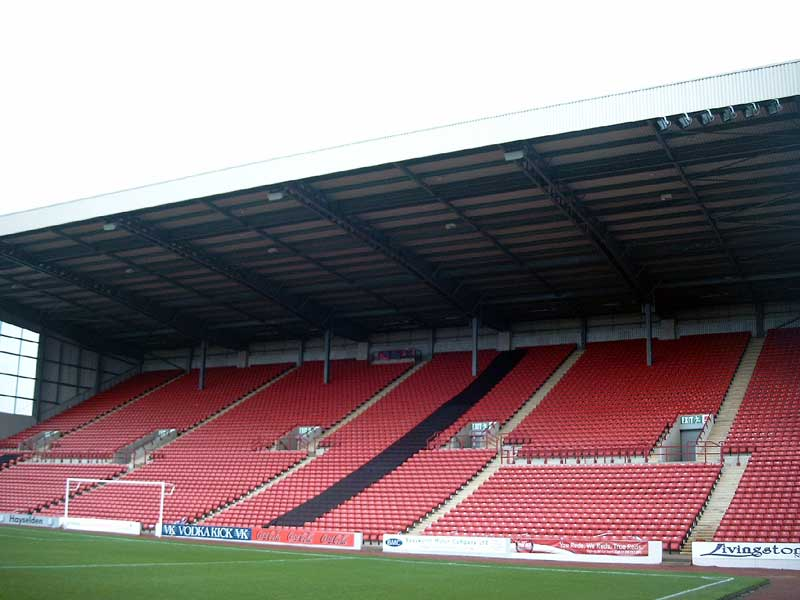
Der North Stand
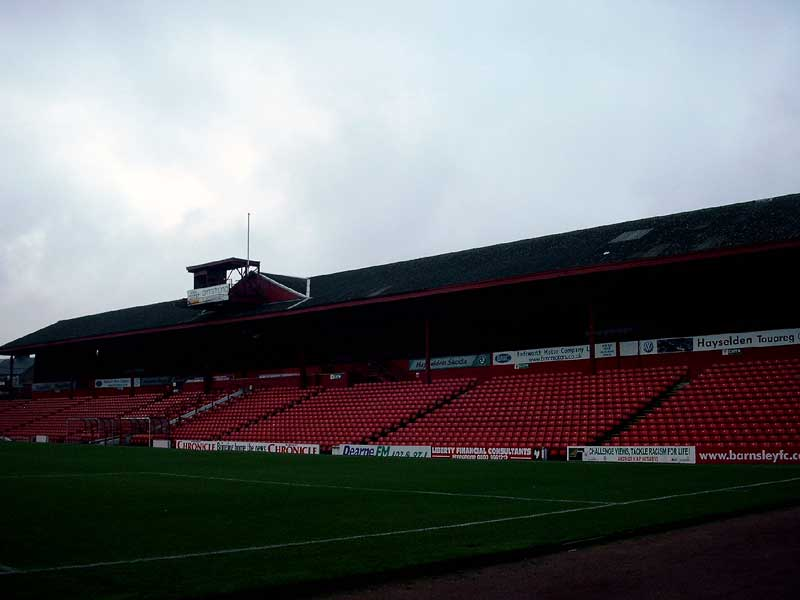
Der West Stand
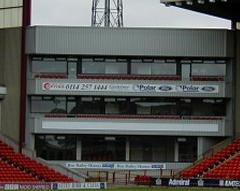
Die Ecktribüne